# Real Madrid Castilla
Pour les articles homonymes, voir Real Madrid.
Maillots
Actualités
Le Real Madrid Castilla Club de Fútbol est un club de football espagnol qui joue en Segunda Division B, la troisième division espagnole. C'est aussi l'équipe réserve du Real Madrid qui joue ses matchs à domicile au Stade Alfredo-Di-Stéfano.

## Historique
| \| Madrid \| Emplacement de Madrid, en Espagne. |
| Madrid                                          |

La réserve du Real Madrid a été créée en 1943 sous le nom de Plus Ultra. En 1972, l'équipe prend le nom de Castilla. Lors de la saison 1979-1980, le Real Madrid Castilla est finaliste de la Copa del Rey en éliminant des équipes de première division notamment la Real Sociedad et le Real Sporting de Gijón. La finale l'opposa à son équipe première défaite 6 buts à 1. La saison suivante elle participa à la Coupe d'Europe des vainqueurs de coupe une première pour une équipe réserve. En 1991, la Fédération espagnole interdit aux équipes réserve d'utiliser un nom différent de l'équipe première et Castilla CF doit être renommé en Real Madrid B. En 2005, la remontée en deuxième division permet à l'équipe de redevenir le Real Madrid Castilla.

Lors de la saison 2011-2012, le club est promu en Segunda División en battant Cadix lors des playoffs. À l'issue de la saison 2013-2014, le club termine 20e et est relégué en Segunda División B.

## Liens avec l'équipe première
Les équipes réserves des clubs espagnols sont inscrites dans les structures pyramidales de la ligue de football tout comme leurs équipes premières. Cependant les équipes réserves ne peuvent accéder ni à la première division, ni à la Coupe du Roi.
Comme tout équipe réserve, la Castilla est renforcé par les joueurs issus de la Fabrica le centre de formation du Réal Madrid.
Manuel Velázquez, Ramón Grosso et Fernando Serena vainqueurs de la Coupe d'Europe des clubs champions en 1966 sont les tout premiers produits de la Fabrica à intégrer l'équipe première une époque où Miguel Muñoz lança l'ère des Yé-yé au Réal Madrid.
Dans les années 70, Vicente del Bosque  et José Antonio Camacho prirent leur place dan l'équipe A et deviendront entraîneurs par la suite. La finale de la Coupe du roi en 1980 permit l'éclosion de Ricardo Gallego qui intégra l'équipe première dès la saison suivante. Une génération de joueurs talentueux le suivit la Quinta del Buitre : Emilio Butragueño, Manolo Sanchís, Rafael Martín Vázquez, Miguel Pardeza et Michel sonnèrent le renouveau du Réal sur la scène national et européenne. Avec eux l'équipe remporta deux fois d'affilée la Coupe de l'UEFA et cinq années de suite le championnat.
La décennie des années 90 eut des joueurs de renom : Chendo Raúl, Paco Buyo, Santiago Cañizares , Guti et Iker Casillas qui resteront à très long terme dans l'équipe première.
En 2008/2009, certains joueurs se voient accorder une place au sein de l'équipe A : Esteban Granero, Rubén de la Red, Adrian et Alberto Bueno.
En 2009/2010, c'est le gardien Antonio Adán qui se voit offrir une place de troisième gardien au Real Madrid.
D'autres joueurs aussi excellents, ont tout de même choisi une autre destination : Juan Mata est parti vers Valence, ou d'autres car ils n'avaient aucune chance d'intégrer l'équipe A ou de gagner leurs galons de titulaire comme Kiko Casilla qui a rejoint l'Espanyol de Barcelone, ou encore Roberto Soldado et Miguel Torres partis à Getafe.
À l'époque de Florentino Pérez, le Castilla est utilisé de manière régulière. Cela dit, les joueurs qu'il produisent pour l'équipe première ne sont pas à la hauteur, et il passe petit à petit au second plan, même si certains joueurs considérés comme les plus prometteurs, sont toujours convoqués de temps à autre.
Le successeur de Pérez, Ramón Calderón met en place un autre système. Dorénavant les joueurs les plus prometteurs sont vendus à des clubs de Primera, tout en s'assurant une clause de rachat. Politique intéressante d'un point de vue économico-sportif, puisqu'elle permet aux jeunes talents de prendre de l'expérience en première division, tout en procurant au club une source de revenus assez importante.
Si le canterano confirme les espoirs placés en lui, le Real Madrid le récupère au profit de la clause de rachat négociée précédemment (le montant à débourser est généralement plus important que celui perçue à la vente). Sinon, le joueur doit aller trouver fortune ailleurs.
À son retour au pouvoir en 2009, Florentino Pérez veut redorer le blason de la cantera en lui accordant une place importante dans son projet. Malheureusement, le changement espéré n'a pas lieu durant sa première année de mandat, puisque l’entraîneur en place, Manuel Pellegrini préfère se consacrer pleinement à l'équipe première. Même si des joueurs comme Marcos Alonso  et Pablo Sarabia connaisent leurs premières minutes avec les A. Mais avec la venue de José Mourinho, la donne change. Il déclare vouloir découvrir un jeune joueur de talent et le convertir en star mondiale. D'ailleurs dès les premières séances d'entrainement il convoque plusieurs canteranos.
Après le départ de 2 joueurs de l'équipe A (Van der Vaart et Drenthe), il reste une place de libre et "Mou" décide alors d'intégrer David Mateos (23 ans) à l'effectif professionnel. En 2013  c'est un autre défenseur central Nacho que le technicien portugais lance chez les A ainsi que la jeune pépite Álvaro Morata. En 2013, un autre attaquant de la Castilla Jesé est appelé par Carlo Ancelotti pour intégrer son effectif. En 2015, le club  fait revenir Denis Cheryshev, Kiko Casilla et Lucas Vázquez tous formés au club.
A l'été 2016, le Real compte plusieurs « canteranos » dans son effectif comme Álvaro Morata (CF), Lucas Vázquez (RW), Kiko Casilla (GK) , Daniel Carvajal (RB), Mariano (CF), Nacho Fernández (DC) et Rubén Yáñez (GK). Lors de l'exercice 2017/2018 d'autres joyaux de la Castilla évoluent chez les A : Marcos Llorente , Achraf Hakimi , Borja Mayoral et Jesus Vallejo.

## Effectif actuel
Le tableau suivant recense les joueurs en prêts pour la saison 2025-2026.

## Palmarès
- Vainqueur du Championnat de Segunda División : 1984
- Vainqueur du Championnat de Segunda División B : 1991, 2002, 2005 et 2012
- Finaliste de la Coupe d'Espagne : 1980
- Vainqueur de la Copa del Rey Juvenil de Fútbol : 2017
- Vainqueur de la UEFA Youth League : 2020

## Entraîneurs
- 1987-1990 :  Vicente del Bosque
- 1990-1993 :  Mariano García Remón
- 1993-1995 :  Rafael Benítez
- 1995-1997 :  Sergio Egea
- 1997-1999 :  Miguel Ángel Portugal
- 1999-2000 :  García Hernández
- 2000-2001 :  Francisco Buyo
- 2001-2005 :  Juan Ramón López Caro
- 2005-2006 :  Miguel Ángel Portugal
- 2006-2007 :  Míchel
- 2007-2008 :  Juan Carlos Mandiá
- 2008-2009 :  Julen Lopetegui
- 2009-2011 :  Alejandro Menéndez
- 2011-2013 :  Alberto Toril
- 2013-2014 :  Manolo Díaz
- 2014-2016 :  Zinédine Zidane
- 2016      :  Luis Miguel Ramis
- 2016-2018 :  Santiago Solari
- 2018-2019 :  Manolo Diaz
- depuis 2019 :  Raúl